# 神奈川県のマスコットキャラクター一覧
神奈川県のマスコットキャラクター一覧は、神奈川県にあるマスコットキャラクターの一覧である。
- 神奈川県の企業のマスコットキャラクターに関してはマスコットキャラクター一覧を参照。
- 神奈川県のスポーツのマスコットキャラクターに関してはスポーツのマスコットキャラクター一覧を参照。
- 神奈川県のテレビのマスコットキャラクターに関してはテレビ関連のマスコットキャラクター一覧を参照。

## 神奈川県全般
- かながわキンタロウ - 神奈川県の色々な出来事やイベント、美味しいもの、などを紹介するキャラクター。仲間として、かながわミミちゃん、かながわカノコさん、かながわタスケくん、かながわコタロウくん、かながわポン吉さん、かながわダイゴロウさん、かながわカモミさんなどがいる。[1]
- あいごぽん - 環境創造局。「公園愛護会」をＰＲするキャラクター
- かにゃお - 県民局 ＮＰＯ協働推進課のマスコット。いろいろなNPO活動を見つけては、太鼓判を押して紹介する猫のキャラクター。[1][2]
- 神奈川ラン (ランちゃん) - 県民局 次世代育成部 青少年課のキャラクター。大人と一緒に活動する「子どもの社会参画」の取組を、県内でもっとすすめていくためのシンボル。[2]
- 星こゆるぎ、星すずはり - 県民局 次世代育成部 青少年課のキャラクター。ひきこもり若者支援サイト「ひき☆スタ」のナビゲーター。[2]
- ヨミガエル・ミチガエル・ワカガエル - 教育局 生涯学習部 スポーツ課のキャラクター。1日30分、週３回、３ヶ月間継続して運動やスポーツを行い、運動やスポーツをくらしの一部として習慣化する「3033(ｻﾝﾏﾙｻﾝｻﾝ）運動」を推進している。[2]
- ソラ吉、ソラ美、ムナ蔵 - 産業労働局 産業・エネルギー部 地域エネルギー課が開設した太陽光発電設備の設置に関する相談支援窓口「かながわソーラーセンター」イメージキャラクター。[2]
- すくすクン - 産業労働局 産業・エネルギー部 中小企業支援課で、中小企業の活性化を応援するキャラクターです。[2]
- かなりんちゃん - 第61回全国植樹祭マスコットキャラクター。[2]
- カモメン - 「技能ルネッサンス!かながわ」のマスコットキャラクター。県の鳥カモメがモチーフ。
- かなたび君 - 神奈川県内の観光地を取材してオススメの情報を提供する取材記者（男性）のキャラクター。[2]
- カナメちゃん - 平成21年11月に開催された、第19回全国産業教育フェア神奈川大会マスコットキャラクター。
- カナ、ケン - 小学校社会科参考図書「わたしたちの神奈川県」のキャラクター。[2]
- ブルーダル - 神奈川フィルハーモニー管弦楽団の応援マスコット犬。
- かなべえ - かながわ・ゆめ国体のキャラクター。宮崎駿がデザイン
- カナロコ星人 - 神奈川新聞社のキャラクター。[1]
- トラッくん、みどりちゃん - 社団法人神奈川県トラック協会のキャラクター。[3]
- はまにゃん - 自衛隊神奈川地方協力本部のキャラクター。海上自衛隊の制服姿で猫がモチーフ。階級は３曹。[4]
- かなかなかぞく - かなぼう、りかちゃん、パパとママ、けんちゃん、おばあちゃんなどがいる。
- かにゃお - 神奈川県のいいとこを知ってもらうためのキャラクター。
- グッタ - 善行庁舎と亀井野庁舎（教育相談センター）の総合的なイメージキャラクターです。
- さとっちー - 「かながわの里地里山」フェイスブックページで、里地里山のすばらしさと、里地里山で保全活動をしている人達の活躍を皆さんにわかりやすくお伝えするキャラクターです。
- ダムエレキくん - 神奈川県が管理するダムや発電所の広報担当部長に任命されたキャラクター。
- はたラッコ - 労働センターのキャラクター。
- チセッキー - 神奈川県の地籍調査普及啓発キャラクター

### 神奈川県警察
- ピーガルくん - 神奈川県警察のキャラクター。[5]
- 腰永小百合さん、高倉善さん - 神奈川県警察の高齢者交通安全マスコット。[6]
- まもる君 - 神奈川県警察の交通安全啓発用のマスコットキャラクター。自動車用信号をもとにしている。
- シグナール - 神奈川県警察の交通安全啓発用のマスコットキャラクター。歩行者用信号をもとにしている。

### 環境農政局
- しずくちゃん - 環境農政局 水・緑部 水源環境保全課のキャラクター。丹沢の森で生まれた。[1][2]
- かなふぅ - 環境農政局が神奈川県の農林水産業に関する情報を発信する食育キャラクター。頭は横浜中華街の肉マンがモチーフ。[2]
- エコビー - 環境農政局が神奈川県の環境に関する情報を発信するキャラクター。かながわ環境家計簿エコボに使用されている。[2]
- 心太(しんた) - 環境農政局 環境部 資源循環課のキャラクター。神奈川県民が環境にやさしい生活スタイルをはじめるきっかけを作る。[2]
- とっちーちゃん - 環境農政局 農政部 農地保全課のキャラクターで、神奈川県内で行われている農業や農業農村整備事業のことにとても興味がある。[2]

### 神奈川県営水道
- カッピー - 神奈川県営水道のキャラクター。[7][2]
- アクアくん - 神奈川県営水道のキャラクター。[2]
- いずみちゃん - 神奈川県営水道のキャラクター。[2]
- しんちゃん - 神奈川県営水道のキャラクター。[2]

## 横浜市

### 横浜市全般
- たねまる - 横浜市の横浜開港150周年のキャラクター。タマクスの木の妖精。[8][9][10]
- ペリー・テイトくん - 横浜開港150周年のキャラクター。たねまるの友達でライバル。黒船がモチーフ。[9]
- ブルアちゃん（横浜博覧会）- 手塚治虫がデザイン。
- ハマこい君（ヨコハマカーニバル）- カモメのキャラクター。
- ハマー君（横浜開港祭）- サングラスをかけたカモメのキャラクター。
- ハマくん（横浜市安全管理局、横浜市消防局）- 消防士の服を着た犬のキャラクター。[8][11]
- はまりん（横浜市交通局、横浜市営バス、横浜市営地下鉄）- 名前は車輪の「りん」、横浜の象徴である海「まりん」が組み合わさったもの。[7][11]
- けんちゃん（横浜市道路局）- イヌのキャラクター。[10]
- イコットちゃん、イコットJr.（横浜市選挙管理委員会）- 横浜市の選挙キャラクター。灯台がモチーフ。[11]
- ひだまりちゃん、すくすくん（横浜市こども青少年局）- ヨコハマはぴねすぽっとのキャラクター。天の光と地の命を表している。
- ハマサイ（横浜市債）- サイのキャラクター。
- にこりん（横浜市コールセンター）- 電話のキャラクター。
- みどりちゃん（横浜市緑の協会）- 「よこはま緑の街づくり基金」マスコット。
- キャプテンわん（横浜市スポーツ協会） - イヌのキャラクター。[10]
- 横浜ケンジロー（横浜建設業協会）- アシカのキャラクター。[11]
- カスタム君（横浜税関）- イヌのキャラクター。
- ヨッチー（横浜市立大学）- 大学のイチョウ並木から生まれたイチョウの精。[11][1]
- 金沢ゆーかりん（横浜市立金沢動物園））- ユーカリを食べるコアラがモチーフ。ピンク色をしている。
- アラメちゃん、ちびアラメ - 横浜市歌を盆踊りにアレンジした「アラメヤ音頭」のマスコット。
- にっちい＆ぐっちい - 横浜西口のキャラクター[12]
- キャティ（YCAT）- 横浜シティ・エア・ターミナルのキャラクター。猫。[11]
- とれおんくん（トレッサ横浜）- ライオンをモチーフ。[11]
- ヨコアリくん（横浜アリーナ）- 横浜アリーナが通称「ヨコアリ」と呼ばれていたことから、蟻をモチーフ。[13]
- ドルティ（横浜人形の家）- 人形。
- コッペルくん（伊勢佐木町5・6丁目）- カモメのキャラクター。
- かもねくん（新横浜）- 新横浜は“皇族の鴨場（鴨撃ち場）”だったことから、鴨をモチーフ。
- のげやまくん（野毛山・野毛地区）- 頭にのの字をのせたキャラクター。白黒のイラストで着ぐるみはない。
- たかたん（港北区高田地区）- 高田地区のキャラクター[1]
- チャーリー - NBバレエスタジオのキャラクター。動物愛護センターから救出された保護猫。

#### 横浜市環境創造局
- だいちゃん（横浜市環境創造局、下水道局）- 下水道事業をPRするカバのキャラクター。通常は青だが、ピンクの着ぐるみもある。[11]
- はま菜ちゃん（横浜市環境創造局農業推進課）- 農業をPRする野菜のキャラクター。横浜市内産のシンボルマーク。
- みんなのアース君（横浜市環境創造局地球温暖化対策事業本部地球温暖化対策課）- 脱温暖化事業のキャラクター。地球がモチーフ。[3]
- エコぽん（横浜市環境創造局）- 虫のキャラクター。

#### 横浜市資源循環局
- クリーンバード（横浜市資源循環局） - シンボルマークの鳥。
- へら星人 ミーオ（横浜市資源循環局） - ごみ袋がモチーフで、ゴミの減量(横浜市G30政策)を訴えるため、ウエストが引き締まっている。2005年来星。[8][11]
- へら星人 イーオ（横浜市資源循環局） - ヨコハマ3R夢プラン（横浜市一般廃棄物処理基本計画）をPRするため、2011年に来星。レジ袋がモチーフで犬のような外見をしている。常にマイボトルを持参している。[8][11]
- ふや星人　ゴミーオ（横浜市資源循環局中事務所）- 横浜市資源循環局のキャラクター。ごみバケツがモチーフ。青い。へら星人ミーオの友達。分別リサイクルで資源を増やすことを訴えている。[5]
- ふや星人　ゴミーナ（横浜市資源循環局中事務所）- 横浜市資源循環局のキャラクター。ごみバケツがモチーフ。ピンク色。[5]
- トイレくん（横浜市資源循環局北部事務所）- トイレがモチーフ。昔の名前はベンキくん。[1]
- さんきゅうさん - 横浜にある本門佛立宗のお寺、妙深寺のキャラクター。

#### 横浜市水道局
- はまピョン - 横浜市の水源地である山梨県道志村で生まれた2本足のカエル。[14][8][5]
- ルールちゃん - ネコ。
- まもる君 - アライグマ。

### 横浜市各区
- ワッくん（鶴見区） - 区の形がワニに似ていることから[7]。
- カメ吉（鶴見区社会福祉協議会マスコット）
- かめ太郎（神奈川区）- 区に伝わる浦島太郎伝説のカメにちなんでいる。妻子のいる2足歩行のカメ。[1]
- にしまろちゃん（西区）- 区の花「スイセン」がモチーフ。西区の活動がまろやかに進みますようにとの願いが込められている。[11]
- スウィンギー（中区）- サックスプレイヤーのカモメ。[11]
- みなっち（南区）- 区の花「さくら」の妖精。みなっち体操を教えている。[7]。
- いそっぴ （磯子区）- 磯子区のキャラクター。I・S・O・G・Oの文字をデザイン化したもの。[11]
- 梅さん（磯子区）- 地域福祉保健計画「スイッチON磯子」の計画案内役のキャラクター。[15]
- ウナシー（戸塚区）- 大好きな浜なし(市のブランド梨)を頭にのせている、カラフルな模様の牛。体の斑点の色は戸塚区の名所・名物をあらわしている。。[11][1]
- ララ（楽来）・ミミ（緑水）・キキ（木喜）（戸塚区）- とつか緑と暮らそうキャンペーンのキャラクター。
- とつか再開発くん（戸塚駅西口再開発事業）- 再開発地域を表現している、顔の大きさは約4万3000㎡[16]。[11]
- まいかちゃん（戸塚区舞岡柏尾地域ケアプラザ）- 舞岡柏尾地域ケアプラザのキャラクター[13]
- あさひくん（旭区）- 朝陽がモチーフで、空を飛ぶことが出来るという設定。[3]
- てっくるちゃん（旭区）- グリーンロードのシンボルマーク。
- ミドリン（緑区）- 緑の葉っぱがモチーフの緑区の妖精。得意技は光合成。[11]
- つづき　あい（都筑区）- 以前は福祉保険計画のマスコットだったが、2009年に区のマスコットに昇格。[11]
- タッチーくん（栄区）- 㹨川のキャラクター。[1]
- いっずん（泉区）- 顔は泉、体は区の花「あやめ」がモチーフで、水辺から生まれた。口癖は(～だっずん）。[11]
- せやまる（瀬谷区）- 区の形に似ているコノハズクがモチーフ。妹の「このは」をはじめとし、家族もいる。[11][1]
- 瀬谷野あじさい、瀬谷野けやき(瀬谷警察署) - 瀬谷警察署のマスコットキャラクター。双子の姉弟。猫耳。[17]
- ミズキー（港北区）- 区の木「ハナミズキ」の妖精。[11]
- どぼくねこ（港北土木事務所）- 黄色い作業用ヘルメット、白いTシャツ、緑色の長ズボンを着用したネコ。[18][19]
- コーン夫妻（港北土木事務所）- コーンバーでつながった赤いロードコーン。
- カルガモ・カールズ （保土ケ谷区）- 保土ヶ谷区のマスコット。区の鳥であるかるがもをデザイン。着ぐるみはまだない。[20]
- かるがも隊 （保土ケ谷区）- かるがも隊長と3羽の隊員からなる、ほどがやキッズページの案内係。[21]
- 帷子戦士デザイヤー（保土ケ谷区）- 名前の由来は区内を流れる帷子川から[22]。
- ぼたんちゃん（金沢区）- 金沢区のキャラクター。区の花のぼたんをデザイン。区の広報紙などに登場する。着ぐるみはまだない。[23]
- いこあら（金沢区）- 金沢区の選挙(明るい選挙推進協議会）キャラクター。横浜市立金沢動物園のコアラがモチーフ[24]。
- なしかちゃん（青葉区）- [8]- 区の花「梨の花」がモチーフ。着ぐるみはまだない。[25]
- えら坊（青葉区） - 選挙の投票率アップのためのマスコット[7]。
- こう・なん・くぅ（港南区）- 港南区のキャラクター。区の花でもあるヒマワリをデザインしたもの。区の広報紙などに登場する。着ぐるみはまだない。他にも、こつぼっこなどが有名。 ｋ

#### 横浜市立図書館
- やまちゃん（山内図書館）- 青葉区の山内図書館のマスコット。レッサーパンダ。[26]
- アラちゃん（泉図書館）- アライグマ。[26]
- みゃーご、ちゅーず（都筑図書館）- ブックトラックねこ「みゃーご」と司書ねずみ「ちゅーず」。
- としょんぼ、てんてん、カブック（港北図書館）- とんぼ、てんとうむし、かぶとむし。
- りーどくん（金沢図書館）- 本を読むコアラ。
- つるぽん（鶴見図書館） - 本をモチーフ。鶴見の本でつるぽんである。
- モック（中図書館）- 本を読む馬。
- ぐみょじい＆ぐみょにゃん（南図書館）- 二匹の猫。
- ソラ、ユメ（横浜市立図書館移動図書館「はまかぜ号」）- 二羽のカモメのキャラクター。男の子がソラで、女の子がユメ。

## 川崎市
- かわるん - かわさき3R推進キャラクター。[27]
- ぶたっくす - 市税のキャラクター。[27]
- かわさきノルフィン - 川崎市交通局のマスコットキャラクター。川崎市バスイメージキャラクター。名前は一般公募で選ばれ、由来は市バスに「乗る」＋妖精を意味する「エルフィン」から。
- かわさきミュートン - 川崎市の音楽のまち・かわさきマスコットキャラクター。[1][27]
- かわさきぷりん - 宙と緑の科学館（青少年科学館）サイエンスプリンのキャラクター。[27]
- 川丸くん - 川崎市港湾振興会館（川崎マリエン）と川崎港のシンボルキャラクター。
- キレイクン - 川崎市環境局のマスコットキャラクター。環境美化推進キャラクター。箒を持ち、両手を開いたポーズをしている。川崎市で運用されているごみ収集車などによく描かれている。
- 太助（TASUKE）  - 川崎市消防局のキャラクター。
- 建ちゃん - 川崎市建設緑政局のマスコットキャラクター。ヘルメットを被った丸い頭に短い手足が付いている姿で、川崎市のホームページでは青いオープンカーに乗っている。
- カツマルくん - 川崎競馬場のマスコットキャラクター。
- イックン - 川崎市選挙管理委員会のキャラクター。
- ばいぞーくん - 川崎市経済労働局が取り組んでいる「Buyかわさきキャンペーン」のキャラクター。見た目は短パン姿で鼻に買い物かごをぶら下げた黄色い象。
- かわさきしんごくん - 川崎市市民・こども局、交通安全のキャラクター。信号機をモチーフにした姿で、GIFでは青は常に笑顔、黄色は時々驚いた表情、赤は困った表情が多い。
- エコちゃんず - かわさき地球温暖化対策推進協議会のイメージキャラクター。緑色のエコ「ろじぃちゃん」、オレンジ色のエコ「のみぃちゃん」が揃ってエコちゃんず。環境と経済が仲良くすることで温暖化を防止していくことを表している。[1]
- スポッターかわさん・スポッターさきさん‐「子どもの体力向上推進事業」キャラクター
- 川崎君 - 川崎市まちづくり局、都市計画マスタープランのマスコットキャラクター。アルファベットのKが入った帽子をかぶり、川崎市のシンボルマークが描かれたTシャツを着ている少年。人差し指を立てている。
- グリンピー - 川崎市環境局のマスコットキャラクター。月桂冠を身に付けてピースサインをしている少年。
- キューちゃん  - 川崎市麻生区社会福祉協議会マスコットキャラクター。
- モリオン - 森の妖精。川崎市市民100万本植樹運動イメージキャラクター。[1]
- ロジーちゃん - 川崎市中原区エコ推進大使。[1]
- 福ちゃん - 「いいじゃんかわさき」キャラクター。[22]
- かわさき銀ちゃん - 川崎銀柳街商業協同組合のキャラクター。[1]
- かきまるくん - 川崎市麻生区柿生地区の名産である禅師丸柿のキャラクター[28]。
- 菜果ちゃん - 川崎市内産農作物「かわさきそだち」の販売を促進するために誕生したPRキャラクター[29]。
- おずっちょ - 川崎市中原区にあるオズ通り商店街公式キャラクター。
- ダイジシーン - 防災啓発キャラクター。
- 九ちゃん - バンク内演出・表彰式で活躍する川崎競輪のキャラクター。
- ロップ君

### 川崎市消費者行政センター
- 猫かぶり - 川崎市消費者行政センターのキャラクター。灰色の雄猫。猫だまし社を経営し、いいカモを発見すると騙さずにはいられない。
- いいカモ - 川崎市消費者行政センターのキャラクター。鳥の着ぐるみを被ったような容姿。疑うことを知らないお人よしで、いい話を聞くと信じずにはいられない。
- てるみ〜にゃ - 川崎市消費者行政センターのキャラクター。電話機を模した服装をした雌猫。行動力バツグンで、正義感の塊で世の悪事は放っておけない。

### 川崎市水道局
- カッピー - 川崎市水道局、下水道のイメージキャラクター。河童の様な容姿をしている。川崎市のキャラクターの中でも古株。
- サラマくん - 川崎市水道局、下水道のイメージキャラクター。火の精霊でサラマンダーをモチーフにした容姿。
- ウォータン - 川崎市水道局のマスコットキャラクター。性別は水性。

### 健康福祉局
- 長寿郎 - 介護予防いきいき大作戦キャラクター。
- うさっぴー - 川崎市自殺対策推進キャラクター。
- ハムップ店長 - 川崎市食品安全推進キャラクター。
- まえにさん - 川崎市風しん対策事業キャラクター。

### 川崎区役所
- 仮面ウォーカー　タージマン - 交通のルールを教育するヒーロー。
- すこやかフッソちゃん - 川崎区すこやか子どもの歯支援事業から生まれたキャラクター。
- ケットウセイ親子(親：ケットウセイ　子：コケット） - 川崎区健康づくり推進会議から生まれたキャラクター。

### 教育委員会
- 寺ッコ - 地域の寺子屋事業のイメージキャラクター。ラッコ界の王子様。
- かわさきぷりん - かわさき宙(そら)と緑の科学館の魅力を紹介するキャラクター。自然豊かな生田緑地の地層（頭）とプラネタリウム（身体）をモチーフにしている。
- シッシーくん - 文化財の保護活用を推進するキャラクター。

#### 川崎市立図書館
- つばきくん - 市民の木であるつばきを頭にあしらった容姿。考案者は市立図書館の職員。
- つばきちゃん - 市民の木であるつばきを頭にあしらった容姿。考案者は市立図書館の職員。
- つつじ犬 - 市民の花であるつつじを頭に乗せている。

### 中原区役所
- ロジーちゃん - なかはらエコ推進大使。
- ミミケロ - 中原区子育てイメージキャラクター。なかよしランドからやってきた。好奇心旺盛でしっかりもののミミと、元気いっぱいでいたずらっこのケロ。
- カッちゃん - カッパーク鷺沼のイメージキャラクター。
- 宮前兄妹 - 宮前区誕生30周年を祝うのキャラクター。区名産「宮前メロン」の畑からやってきた[1]。
  - メロー - 兄。
  - コスミン - 妹。

## 相模原市
- さがみん - 相模原市のマスコットキャラクター。[30]
- はなたん - 相模原市の子育て応援イメージキャラクター。
- ピーチュル - 市制20周年を記念して作られた相模原市の鳥「ひばり」をモチーフに、平成17年度に総合学習センターのイメージキャラクターとして誕生。
- こけ丸 - 相模原中央商店街のイメージキャラクター。[1]
- アップくん -  相模原市選挙啓発キャラクター。
- ミウル -  相模原市緑区のイメージキャラクター。[1]
- 鉄腕アトム - さがみロボット産業特区のキャラクターでもある。
- やるぞう君 - 相模原市にある朝日建設のイメージキャラクター。

### 相模原市のごみの減量化・資源化についてPRするキャラクター
- 分別戦隊シゲンジャー銀河 
  - 「パンピーレッド」
  - 「カンメタルオレンジ」
  - 「ボトルブルー」
  - 「ペーパーピンク」
  - 「アブラブラウン」
  - 「ペットイエロー」
  - 「プラホワイト」
- 「レモンちゃん」
- 「シゲンジャーキッズ」

## 横須賀市
- スカリン - 横須賀市の市制100周年を記念して作られたキャラクター。[31]
- スカレーちゃん - よこすか海軍カレーのマスコットキャラクター。[22][31]
- ペリリン＆オグリン - 横須賀市のペリー来航150年を記念のキャラクター。[31]
- アクアン - 横須賀市上下水道局のイメージキャラクター。
- ガルアとルシア - 横須賀市観光協会のキャラクター。
- 選挙マン - 横須賀市選管オリジナルマスコット。
- コスカ - わいわい横須賀プロジェクトのマスコットキャラクター。
- フッピー - 横須賀市社協のマスコットキャラクター。
- 商子 - 横須賀商工会議所キャラクター。

## 三浦市
- 三浦ツナ之介 - 三浦市の三浦商工会議所のキャラクター。[1][31][13]
- マグオ君＆みさきちゃん - なごみま鮮果のマスコットキャラクター。

### まちカルdeのキャラクター
- ベジ太 - 三浦大根とキャベツを作る農家の息子。
- ベジルちゃん - 青首大根とスイカを作る農家の娘。
- ぅおっさん - おサバちゃんの夫。
- おサバちゃん - ぅおっさんの奥さん。

## 鎌倉市
- 大船観音のんちゃん - 鎌倉市岡本の大船観音寺のマスコットキャラクター。[1]
- 落ち武者のおちむん - 鎌倉市非公認キャラクター。[1]
- ささりん - 鎌倉市健康づくりキャラクター
- ポリともくん - 鎌倉警察署マスコットキャラクター
- カマクマ（KAMAKUMA） - 雑貨店Kitchiのオリジナルブランド”Good Lucks”のメインキャラクター

### かまくら3R推進キャラクター
- 牛若にゃん丸
- 源ポン太
- 静姫

### 玉縄城築城500年祭のマスコットキャラクター
- 玉竜くん
- タマナワくん
- タマちゃん

## 湘南
- しょもたん - 湘南モノレールのマスコットキャラクター。
- えのんくん - 江ノ電のマスコットキャラクター。

## 藤沢市
- カワセミくん - 市の鳥「かわせみ」をモチーフにデザインされた藤沢市のマスコットキャラクター 。[32]
- たーすけくん・あいちゃん  - 藤沢市社会福祉協議会のマスコットキャラクター。二人合わせて「助け合い」。
- みらぞう  - 藤沢市みらい創造財団のキャラクター[1]。
- てんちゃん
- ふじキュン♡ - 「キュンとするまち。藤沢」公式マスコットキャラクター。本名、藤沢キュン

## 茅ヶ崎市
- ディスカバ チャリ太 - 茅ヶ崎市商店会連合会。安全で快適な自転車ﾗｲﾌができ、気軽に商店会を利用していただくために活動しているキャラクター。[1]

### 茅ヶ崎市広報番組「ハーモニアスちがさき」のオリジナルキャラクター[1][31]
- えぼし麻呂
- ミーナ

## 平塚市
- あぐりちゃん - ひらつか花アグリのキャラクター。[32]
- ベジ太 - 平塚産農産物PRキャラクター。[32]
- くす丸くん、なっちゃん - 平塚市民の木「くすのき」と平塚市民の花「なでしこ」のマスコットキャラクター。[32]

## 小田原市
- 梅丸 - ときめき小田原夢まつりのキャラクター。
- 夢・咲き福ちゃん  - 小田原市社会福祉協議会のマスコットキャラクター。通称「フクちゃん」。
- 輪太郎くん - 小田原競輪のマスコットキャラクター。
- ファイヤーけしまる - 小田原市消防のマスコットキャラクター。
- えっさほいファミリー - イベント「城下町おだわらツーデーマーチ」のマスコットキャラクター。小田原提灯をモチーフ。

### 小田原・鈴廣かまぼこの里のキャラクター
- グッちゃん
- アクア探検隊

## 逗子市
- ひかりくん - 逗子市の逗子海岸のマスコットキャラクター。亀。
- シズオ
- 珠姫 - 逗子市観光協会のキャラクター。
- ひさピョン - 逗子市久木商栄会のマスコット。

## 葉山町
- うくゾウ君 - ライフジャケット着用推進キャラクター
- 狸山ポン吉刑事 - 葉山警察署安全安心サポーター

## 秦野市
- ボンチーヌ - 食育ゆるキャラ。[32]
- ぴーなマン - 落花生のヒーロー。
- やえのちゃん - 八重桜の髪飾りがチャームポイントのＪＡはだの職員。

### 秦野市観光協会公認の観光PRキャラクター
- 丹沢はだの三兄弟[1][31]
  - 丹沢すすむ - 長男
  - 丹沢のぼる - 次男
  - 丹沢あゆむ - 長女
- 丹沢ダッシュ - 愛犬

## 厚木市
- あゆコロちゃん - 厚木市のマスコットキャラクター 。「豚」（厚木シロコロ・ホルモン）の頭部に「鮎」をのせたデザインのキャラクター。[1][31]
- アッギー - 市の特産品である「鮎」モチーフに、同市で活動盛んなハーモニカをくわえさせたデザインの厚木市のマスコットキャラクター。
- もつぞう

## 伊勢原市
- クルリン - 伊勢原市公式イメージキャラクター[33]。
- オオヤマン - 伊勢原市商店会が作成した、伊勢原市のPRキャラクター。
- いせとん - いせはら豚ティーヤのキャラクター。

## 海老名市
- えび〜にゃ -  海老名市のマスコットキャラクター。海老とネコが合体している[34]。

### ViNASEVEN
海老名駅前の複合商業施設「ビナウォーク」のキャラクター。
- エビセブン王 - ビナ国の王様。
- エビワン、エビツー、エビスリー、エビフォー、エビファイブ、エビシックス - ビナ国の仲間。

## 座間市
- ざまりん - 座間市のマスコットキャラクター[35]。
- 座間市のコミュニティーセンターのイメージキャラクター。

### 座間市のコミュニティセンターのキャラクター
- コミュン - 座間市コミュニティセンターの統一イメージキャラクター
- たつのん - 立野台コミュニティーセンターのイメージキャラクター。
- こまっちゃん - 小松原コミュニティセンターのイメージキャラクター。
- コッティ - 新田宿・四ツ谷コミュニティセンターのイメージキャラクター。
- ひがっち - 東原コミュニティセンターのイメージキャラクター。
- さがみん - 相模が丘コミュニティセンターのイメージキャラクター。
- そうちゃん - 相武台コミュニティセンターのイメージキャラクター。
- ひばりん - ひばりが丘コミュニティセンターのイメージキャラクター。
- くりろう - 栗原コミュニティセンターのイメージキャラクター。

## 大和市
- ヤマトン - 大和市のイベントキャラクター。[1][31]
- やまとフェアリー - 大和市のマスコットキャラクター。もっく、かのん、みずべー、こころんの４つがある。
- プルタン - 社団法人大和青年会議所が勧める「空き缶のプルタブを集めて車イスを贈ろう」イメージキャラクター。

## 綾瀬市
- ブタッコリ～ - 綾瀬市のゆるキャラ。[1]
- アヤセーヌ - 「あやせ名産品会」のマスコットキャラクター。[36]
- あやぴぃ - 綾瀬市のマスコットキャラクター

## 南足柄市
- よいしょの金太郎（よいしょ君） - 南足柄市ふるさと大使。観光協会公式キャラクター[31]
- キンタローマン - 南足柄市ふるさと大使。観光協会PRキャラクター。[31]
- キンタロー - 過去の南足柄市公式キャラクター。
- 水金太郎くん - 南足柄市水道事業のマスコットキャラクター。
- 南水ちゃん - 南足柄市水道事業のマスコットキャラクター。

### 植樹祭の応援団キャラクター
- 足柄四人衆
  - 足柄山の総大将キンタローくん - 北足柄地区代表
  - 土手小僧キンジローくん - 岡本地区代表
  - 小天狗ドウリョーくん - 南足柄地区代表
  - 天才少年ユキチくん - 福沢地区代表

## 寒川町
- つりてくん - 寒川町文化財学習センターのキャラクター。
- 縄文犬 - 寒川町文化財学習センターのキャラクター。
- コロ坊 - B級グルメ、 「さむかわ棒コロ」をモチーフにした棒コロ応援団長キャラクター。
- 「咲夢（さむ）」くん、「花笑（かわ）」ちゃん - 寒川町観光協会マスコットキャラクター。[36]

## 清川村
- きよりゅん - 清川村のお祭り「青龍祭」をモチーフにしたキャラクタ－。

## 愛川町
- あいちゃん - 愛川町の観光キャラクター。

## 二宮町
- ニーノとミーヤ - 二宮町PRキャラクター。

## 大磯町
- いそべぇ・あおみ - 大磯町の観光キャラクター。[1][31]
- 磯ボー - 大磯町立大磯小学校のキャラクター。

## 大井町
- すいっぴー - 大井町制施行５０周年を記念して定められたシンボルマーク。[31]

## 松田町
- コスモちゃん - 松田町の町制100周年記念マスコットキャラクター。コスモスがモチーフ。
- 奴ちゃん - 平成元年に制定。[31]

## 山北町
- でごにぃ - 山北町のマスコットキャラクター。妹は、でごみぃ
- でごみぃ - 山北町のマスコットキャラクター。兄は、でごにぃ

## 開成町
- あじさいちゃん - 開成町の花「あじさい」のキャラクター。
- しいがしくん - 開成町の木「しいがし」のキャラクター。
- ひなこちゃん - 開成町の瀬戸屋敷で行われるひな祭りのキャラクター。

## 中井町
- なかまる

## 箱根町
- はこジ郎 - 箱根町にある箱根ジオパークマスコットキャラクター。
- エンちゃん - 箱根園水族館のイメージキャラクター。
- ボザッピィ - 箱根小涌園ユネッサンのマスコットキャラクター。
- くろたまちゃん - 箱根町の黒たまごのキャラクター。
- ごうらん - 強羅温泉キャラクター。
- 招きのコマちゃん - 箱根駒ヶ岳ロープウェーのキャラクター。頭のてっぺんには箱根神社元宮の鳥居、顔は駒ヶ岳から見える青空の富士がモチーフになってる。
- なんまるくんとみなみちゃん - 箱根のホテル南風荘のゆるキャラ。

## 湯河原町
- 狸姫

### 湯河原町の広報マスコットキャラクター
- ゆがわら戦隊ゆたぽんファイブ[1][31]
  - 「ゆたぽんブルー」
  - 「ゆたぽんレッド」
  - 「ゆたぽんイエロー」
  - 「ゆたぽんピンク」
  - 「ゆたぽんグリーン」

## 真鶴町
- まなつる - 真鶴のツルキャラクター。